# Itzá
Les Itzá sont une population précolombienne de la branche des Mayas, connue notamment pour ses réalisations dans la ville de Chichén Itzá.
Ils ont vécu autour de cette cité et de celle de Mayapan, dans le nord du Yucatán, ainsi qu'autour du port de Champoton au Campeche, avant de migrer vers les Basses-terres mayas autour du lac Petén Itzá.

## Itzá et Mayas
Les Itzá forment une branche un peu particulière des Mayas. Ils parlent une langue maya, l'itzá, mais leur culture est empreinte d'éléments mexicains, tels que les tzompantli, les Chac Mool, le culte de la décapitation, le culte de Quetzalcóatl, la métallurgie ou encore l'usage des turquoises ils véhiculent la religion Toltèque à travers des campagnes militaires et religieuses dont le parcours est décrit avec précision dans le Chilam Balam. L'ouvrage lui-même n'est pas de source Itza mais Xiu. Sa rédaction a été initiée par l'un des derniers membres de la dynastie Francisco Montejo Xiu pour justifier son ultime tentative de restauration d'une quadripartition sur le Yucatan, il y consigne environ deux mille ans d'histoire de la péninsule sur le mode cyclique des Katuns. Son ouvrage sera poursuivit et complété des différents évènements jusque vers 1880. Les mentions les plus anciennes de l'ouvrage font état d'évènements datant de la période Olmèque de La Venta.

## Organisation politique du clan Itza
Les Itzas à partir du Ve siècle forment une caste dirigeante avec la vocation d’exercer le pouvoir sur les autres castes maya (agriculteurs, artisans, commerçants, esclaves) présentes sur leur territoire ainsi que sur tous les clans conquis puis soumis à leur autorité. Ils sont à priori majoritairement d'origine Chontal comme les Kejaches et les Acalans et exercent un commerce maritime depuis Bacalar une lagune du Quintana Roo proche de Bacalar où se situe leur centre de carénage de pirogues.
Leur pouvoir est organisé autour d’une répartition quadripartite des territoires où chaque entité autonome est rattachée à un point cardinal (est, nord, ouest et sud). Cette structure est décrite dans le Chilam Balam et les clans chontals ou toltèques affectés au gouvernement de chacun des 4 royaumes sont indiqués à l’aide d’un code couleur :
- rouge (chac) pour l’est (La’kin) ;
- blanc (zac) pour le nord (Xaman) ;
- noir (ek) pour l’ouest (Chi’kin) ;
- jaune (chan) pour le sud (Nohol).

Cette structure a subsisté jusqu’aux dernières heures de l’empire, en 1697, comme en ont témoigné les frères franciscains qui se sont rendus à Tayasal quelques années avant la conquête du site par les Espagnols (Frère Avendaño). En 1519, au moment de la conquête, les royaumes sont les suivants :
- royaume de l'Est : occupé par le Mopans et les Yalains ;
- royaume du Nord : occupé par les Couochs aussi retranscrits Cobox ou Kowoj ;
- royaume de l'Ouest : occupé par les Acalans et leurs prédécesseurs Kejaches[2] ;
- royaume du Sud : occupé par les Tutes, Tzuls, Acalas, Manchés et Q'eqchi'.

Il subsiste des interrogations sur l’étendue exacte de cet empire côté Ouest avec les Lacandons et côté Sud avec les Toqueguas dont on ne connaît pas le statut: appartenance ou non à l’empire. Auraient-ils pu constituer les marches Est et Sud de l’empire sans frontière précise ? La façon dont les Itzas maintiendront les Lacandons sous pression pour les dissuader de se soumettre aux Espagnols jusqu’en 1697 fait penser qu’il devait exister entre ces deux populations un pacte de front commun face aux Espagnols.
Le premier secteur à fléchir devant l’avancée espagnole a été celui des Acalans du fait de leur défaite contre Hernán Cortés à Cuintla en 1519. Malgré ce mauvais départ, les Tabscoob titre des rois Acalan de Potonchan) se maintiendront sur le trône d’Itzamkanek, leur capitale (Actuelle El Tigre) jusqu’en 1566 et ce grâce à leur conversion apparente au catholicisme. Le dernier roi, Pablo Paxbolon, finira par se réfugier au bord du lac Peten Itza auprès de son suzerain Kan Ek quand il estimera que sa position de souverain compromise par le mitage de son territoire par les encomiendas espagnoles.
Toute la structure se subdivise ainsi en une structure pyramidale de 4 à 5 niveaux. Sous les royaumes viennent les 4 gouvernorats, sous les gouvernorats les municipalités, puis sous les villes les quartiers et enfin les quartiers divisés en familles.
Ce découpage en quatre de chaque entité et sous-entité est réalisé par mimétisme avec l’organisation du monde selon la genèse de la religion chamanique maya universellement partagée par toutes les populations de la Méso-Amérique. La terre est un caïman sur laquelle 4 dieux aux points cardinaux sont dressés pour supporter la voûte céleste. Au centre un arbre cosmique Ceiba géant assure la circulation des esprits de l’inframonde vers le ciel, voire du ciel vers l’inframonde. Ce mythe fondateur de la religion maya est attesté avec certitude au moins depuis 300 avant J-C. L’archéologue William Saturno a mis au jour sur le site de San Bartolo (Peten) une fresque de cette époque qui raconte cette création du monde.

Cette construction métaphorique du pouvoir indique que les Itzas, comme la plupart des castes royales mayas, s’identifiaient probablement au Ceiba central. Les Itzas, en particulier, conservaient la gouvernance en propre d’un territoire, équivalent d’un apanage au cœur de l’empire qui était dirigé personnellement par l’empereur Itza Kan Ek. En 1519 c’est l’État indiqué en vert sur la carte, situé entre le lac Peten Itza et la rivière Usumacinta. À ne pas confondre avec l’empire bien plus étendu comprenant les 4 royaumes Bleu, Rose, Jaune et Blanc qui l’entourent et qui disposent tous de leur propre accès direct au lac Peten Itza, le cœur de l’empire (voir carte Mapa del mundo Maya plus bas). Si bien que chaque entité, qu'elle entretienne de bons ou de mauvais rapports avec les deux entités mitoyennes, pouvait rejoindre “Noj Peten / Tayasal”, la capitale des Itzas, sans devoir s’exposer à l’attaque des clans des autres secteurs de l’empire.
La singularité de cette structure par rapport à celle héritée de la période maya classique est que le sommet de la pyramide est une oligarchie militaire et non plus un divin seigneur. Un système que l'on appelle Multepal par lequel souvent une fratrie importante d'égaux dirige la cité et qui est renouvelé de façon périodique de façon à assurer un roulement favorable à l'absence de personnification du pouvoir. Un système existant à Teotihuacan sous contrôle Otomi depuis près de huit siècles et qui avait échoué à s'imposer sous cette forme lors de sa première conquête religieuse de la zone Maya aux IIIe et IVe siècles. (vers 200 conquête de la côte Pacifique, vers 300 conquête du Yucatan, + 378 conquête de Tikal et du Peten Central jusqu'au Bélize). Les mayas de tradition dynastique avaient rapidement rétablis le pouvoir des divins seigneurs Kuhul Ajau en faisant endosser le pouvoir de Kukulkan par le seigneur lui-même.
La deuxième campagne religieuse menée par les Toltèques, à la tête desquels les clans Itza et Chel (Kejache) se sont hissés au IXe siècle dans la zone Maya aura plus de succès, et ils balayeront durablement les divins seigneurs d'abord des basses terres puis des hautes terres depuis leur base du Yucatan. C'est ainsi une mise en scène de la réincarnation permanente du pouvoir qui est mise en œuvre pour en garantir une forme d'immuabilité. Ce pouvoir central dépersonnifié s'appelle Kukulkan, le serpent à plume. Il n'est pas propre à la culture Maya puisque partagé avec toute la Mésoamérique, notamment avec les Otomangues (Otomis, Zapotèques, Matlazinkas, Popolocas, Mixtèques, Mazahuas, Triquis, , etc.) qui l'ont probablement conçu, mais aussi avec les Nahuatls qui l'appelle Quetzalcoatl, avec les P'urepechas, les Totonaques, les Mixes, les Zoques et de façon générale toutes les populations qui se sont converties aux pratiques Toltèques.
Mais cette forme oligarchique va elle-même entrer en crise avec l'ascension des Aztèques sur le plateau central. Eux aussi, une fois qu'ils auront écarté les anciens pouvoirs Otomis, vont lui préférer la structure impériale telle que les Espagnols l'ont découverte à leur arrivée. Les chutes successives des pouvoirs centraux de Chichen Itza en 1221, puis de Mayapan en 1441 vont induire une balkanisation du pouvoir en plus de 13 états au Nord (actuels Yucatan/Campeche/Quintana Roo).
Quant au Sud où les Itzas se sont réfugiés après leur défaite (Peten, Tabasco, Chiapas, Belize), il faut croire que les racines mayas dynastiques du Peten étaient encore assez vivaces, puisque le pouvoir de Kukulkan va s'identifier de plus en plus en la personne unique des Kan Ek (le serpent d'étoiles) : souverains de Tayasal.
Malgré les répressions religieuses et militaires qui seront mises en œuvre lors de la colonisation, la forme oligarchique d'exercice de ce pouvoir divin à renouvellement périodique perdure encore au Chiapas chez les Tseltals et les Tzotzils, au Yucatan au Quintana Roo et au Campeche chez les Yucatèques. Voir en particulier le film réalisé par Duane Metzger & Robert Ravicz de l'université de Californie 1969 S'kin Santsiako sur la passation des charges politiques et religieuses à Tenejapa lors des fêtes de St Jacques, qui reste conforme à la description qu'en fait Diego de Landa dans sa relation des choses du Yucatan en 1566 avant la christianisation des populations Mayas. La différence entre les deux pratiques résidant essentiellement dans l'habillage catholique des cérémonies d'aujourd'hui. Une étude attentive des pratiques, permet encore d'identifier un grand nombre d'entité religieuses historique de la culture Maya à travers les saints et les concepts de la religion catholique.

## Histoire
Selon les textes mayas coloniaux  appelés Chronique Matichu (compilation d'un même texte publié dans différents livres plus connus sous le nom de Chilam Balam), l'histoire des Itzá commence un Katun 8 Ahau (entre 415 et 435), lorsqu'un groupe itzá se serait établi à Siyan Can Bakhalal (ville actuelle de Bacalar).
Selon le Chilam Balam de Tizimin, ceux-ci auraient fondé Chichén Itzá pendant le katun correspondant à la période comprise entre 672 et 692. Cependant, selon les archéologues, ce ne sont pas les Itzá qui ont fondé la ville de Chichen Itzá, mais un autre groupe maya antérieur, avant que le site ne soit mexicanisé une première fois par l'éphémère population Putun et que les Itzá s'y installent. Toutefois, il est certain que ces derniers y ont apporté de nombreuses améliorations et l'ont en particulier considérablement fortifiée.
Après la victoire de Mayapan sur Chichén Itzá au début du XIIIe siècle, ils se séparèrent en deux groupes : certains émigrèrent vers les Basses-terres mayas autour du lac Petén Itzá, tandis que d'autres restèrent à Chichén Itzá avant de s'installer à Mayapán puis finalement rejoindre les autres Itzá à Tayasal, leur dernière capitale.
Les Espagnols ne parvinrent à prendre le contrôle des derniers territoires itzá qu'en 1697, soit plus de 170 ans après la chute des premiers royaumes mayas dans les Hautes-terres. Le fait que Tayasal fut donc, avec Zacpeten et quelques autres cités de la région du lac Petén Itzá comme Quexil et Yalain, un des derniers États indépendants mayas à être soumis par les Espagnols, s'explique notamment en raison de sa position stratégique, au milieu du lac Petén Itzá, qui l'a protégée des attaques surprise et a obligé les Espagnols à construire un navire et à le transporter jusqu'au lac pour la conquérir, ainsi que de l'isolement géographique de la région du Petén, au milieu de la forêt tropicale.
L’histoire de ce clan a été trop souvent caricaturée en la réduisant à deux grandes périodes :
- ee la fondation à la défaite de Chichen Itza 900-1221 ;
- période de repli sur le lac Peten Itza 1221-1697.

Or, la période de la constitution de l’empire Itza de + 450 à + 900 est plus longue et plus importante que les autres pour la compréhension de leur projet. Si elle est décrite dans les grandes lignes à travers le Chilam Balam qui peut être qualifié de Codex de l'histoire du Yucatan, l’interprétation religieuse en est restée incomplète et son exactitude historique est mise en défaut. L’ouvrage reste écrit par des descendants de cet ancien pouvoir (Nacom de Francisco Montejo Xiu).
Par ailleurs la période de repli sur le lac Peten Itza ne peut pas être prise d’un bloc. Elle doit être scindée en trois :
- 1221 – 1441 : Le repli sur le Peten. L’effacement derrière la nouvelle dynastie Cocoms de Mayapan (branche Itza benjamine) ;
- 1441 – 1519 : Le renversement des Cocoms. La reconstruction du projet impérial, la rivalité avec les Aztèques ;
- 1519 – 1697 : L’élimination du pouvoir Aztèque, la résistance au pouvoir espagnol.

L’épopée Itza démarre un siècle avant la chute de l’empire Théocratique de Teotihuacan qui a lieu vers 536. Ce dernier empire est à la Méso-Amérique ce que l’empire romain est à l’Europe. Il a occupé totalement la zone mésoaméricaine et réalisé une unité du fond des pratiques religieuses de tous les peuples de la région: Olmèques, Otomis, Mayas, Totonaques, Zapotèques, Mixtèques, Toltèques, Nahuatls, Zoques, Chichimèques. Ce qui laisse à penser que ce pouvoir était plutôt théocratique que militaire est le domaine dans lequel s’est cantonné l’unité culturelle: “les pratiques religieuses”. Il n’y a eu ni unicité de suzeraineté territoriale, ni unité linguistique, ce qui suppose partout des royaumes autonomes dans l’exercice de leur pouvoir régalien. C’est aussi ce que les recherches archéologiques de la région maya confirment : une période de relative stabilité des frontières, l’usage de titre de rois de droit divin comme Kuhul Ajau Divin seigneur, un commerce et un artisanat florissants.
À la tête du pouvoir religieux de l’empire, un pape que l’on appellera Quetzalcoatl car c’est sous ce nom que les Aztèques le désignaient. Ce pouvoir est obligé de fuir une première fois contre les révoltes de tribus nomades Chichimèques arrivées du nord. On ne sait pas si la caste religieuse réussit à quitter Teotihuacan ou si elle périt dans les flammes en 536.
C’est un point de bascule pour toute la Méso-Amérique. On passe de la stabilité politique et religieuse à l’ascension d’une nouvelle caste guerrière qui va supplanter localement les élites religieuses. À la chute de l’empire chacun des royaumes les plus puissants va chercher à reconstituer le pouvoir de l’empire sous sa houlette. Dans la région du plateau central mexicain les trois États de Cholula, Xochicalco et Cacaxtla vont tenter de capter ce pouvoir vacant. C’est finalement une autre cité Tollan actuelle Tula qui parviendra le mieux à tirer son épingle du jeu et qui assurera partiellement ce rôle pour le plateau central de 850 jusqu’à 1150. Tollan subira une fin comparable à celle de Teotihuacan. Une vague d’envahisseurs que l’on peut identifier aux futurs Aztèques (ce sont leurs dieux qui vont s’imposer) balaya le pouvoir religieux de la ville qui s’enfuira jusqu’à Coatzalcoalcos en pays Chontal.
L’existence de l’empire est définitivement compromise, mais son souvenir perdure dans les esprits de toutes les élites mésoaméricaines et elle reste l’horizon inaccessible des castes dirigeantes de la région.
L’évolution est plus lente dans la zone maya ; elle prendra 4 siècles. Tikal et Calakmul vont lutter l’une contre l’autre jusqu’à l’autodestruction de leurs deux structures politiques respectives. Quatre siècles que les Itzas exploiteront pour se construire une geste de légitimation de leur pouvoir dont l’essentiel du contenu est repris dans le Chilam Balam. Si les mythes aztèques perdent la trace de Quetzalcóatl à l’embouchure de la rivière Quaschnik (Coatzalcoalcos), il n’est pas perdu pour tout le monde. Les Itzas dans le Chilam Balam l’adoptent comme chef de leur clan apparemment à deux reprises. À la chute de Teotihuacan comme à celle de Tollan. Ce qui permet d'interpréter que le serpent à plume, n'est pas un individu, mais une entité politique et religieuse multiple, incarnée sous diverses formes sur une période de temps allant au moins du Ier siècle (Teotihuacan) au XVIIe siècle (Tayasal) et présent potentiellement dans plusieurs cités simultanément. À la date de la fuite de Quetzalcóatl vers le pays Chontal en 1150, les Itzas ont déjà construit leur empire et sont solidement implantés au Yucatan et au Peten. Le Quetzalcoatl qui aurait pu les aider à constituer leur empire est celui qui a disparu à la chute de Teotihuacan 5 siècles plus tôt.

### 450 – 900

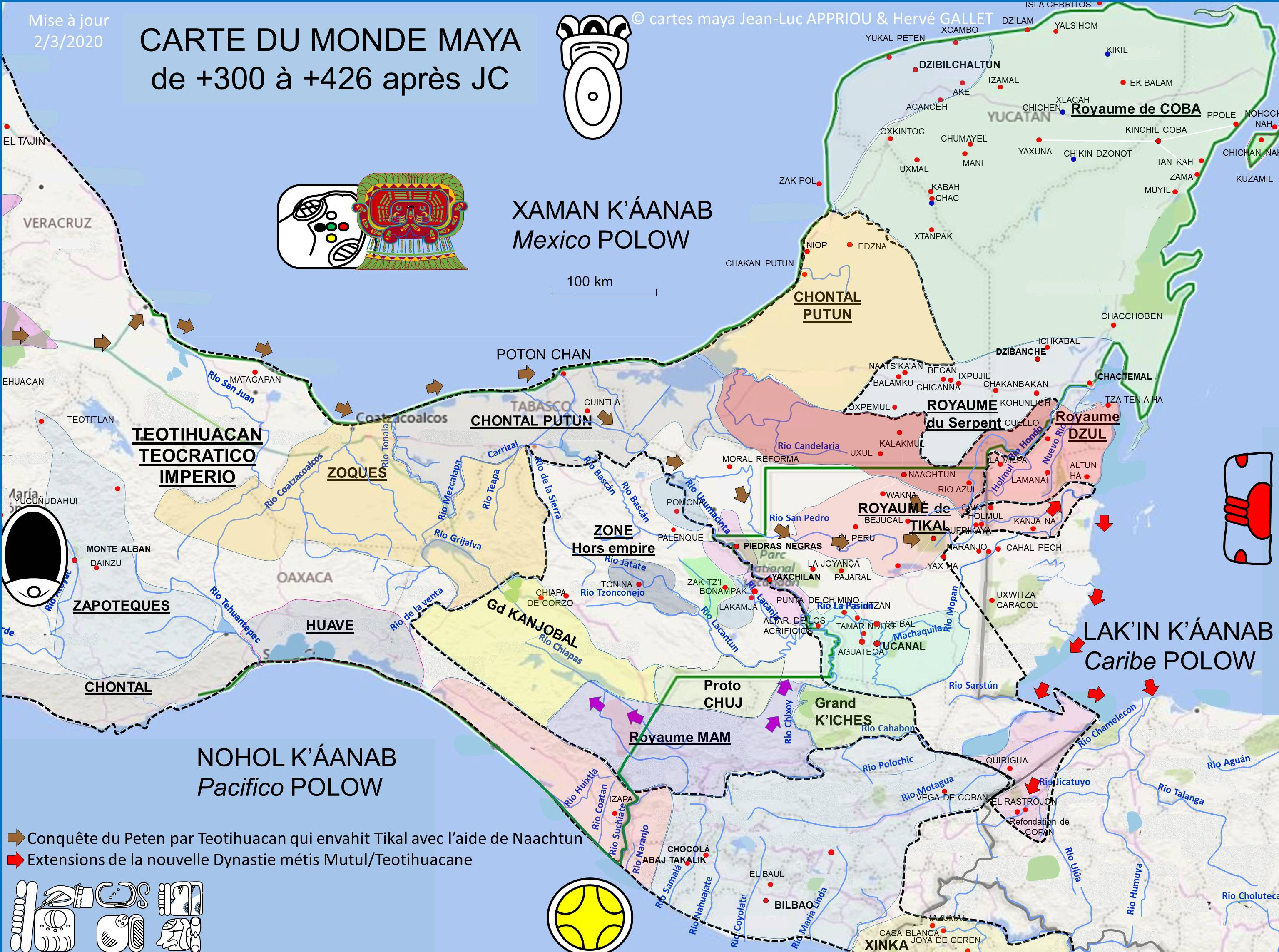

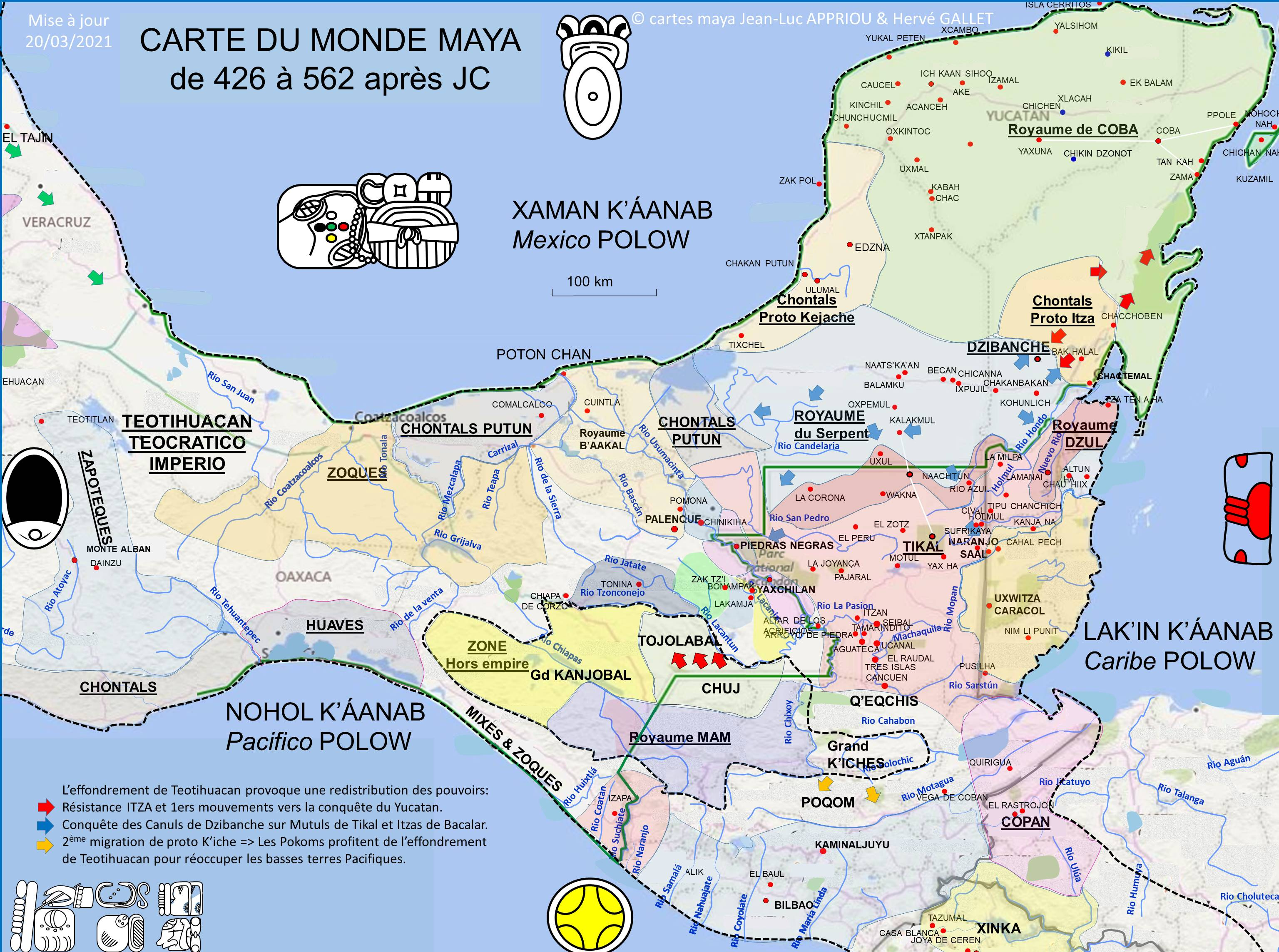

Dans un premier temps les Itzas s’installeront non loin de la baie de Chétumal (Chac Temal) à Bacalar (Bak’alal) qui sera leur centre de carénage de façon à continuer à assurer le commerce maritime dans un contexte de moins en moins favorable au commerce. Ils comprendront très vite que dans ce nouvel environnement d’instabilité, l’accès à la mer est un gage de survie et que les royaumes enclavés dans le Peten n’ont plus d’avenir. Au cours des deux premiers siècles, ils construiront un royaume dans la région du rio Bec tourné vers la mer des Caraïbes. Ils bénéficieront dans leur entreprise largement du conflit entre Tikal et Calakmul. Puis il partiront s’installer à Chichen Itza entre les deux royaumes du Nord Yucatan de Coba et le royaume Puuc d’Oxkintok et vraisemblablement sans abandonner leurs territoires du Sud qui ne seront plus désormais sous la menace d’une extension éventuelle des royaumes du Peten (Calakmul en particulier). Au cours de cette nouvelle séquence les Xius, un autre clan originaire d'Uxul (ancien royaume du serpent de Kalakmul), s’emparent du royaume Puuc d'Oxkintok. Les Itzas saisissent celui de Coba. En attendant de disposer de la puissance suffisante ils font alliance avec les Xius d’Uxmal puis ils finissent par les soumettre  pour réaliser l’unité de la péninsule du Yucatan jusqu’au Peten. Cette séquence est abondamment décrite dans le Chilam Balam et l’on peut suivre leur opération de conquête de la péninsule de cité en cité. L’effondrement de l’empire théocratique de Téotihuacan donne un éclairage nouveau aux affrontements qui auront lieu lors de la conquête espagnole et renseigne sur les motivations du comportement de quatre des protagonistes principaux :
- Moctezuma II : Empereur aztèque de Tenochtitlan ;
- Kan Ek : Empereur Itza de Noh Peten, Tayasal ;

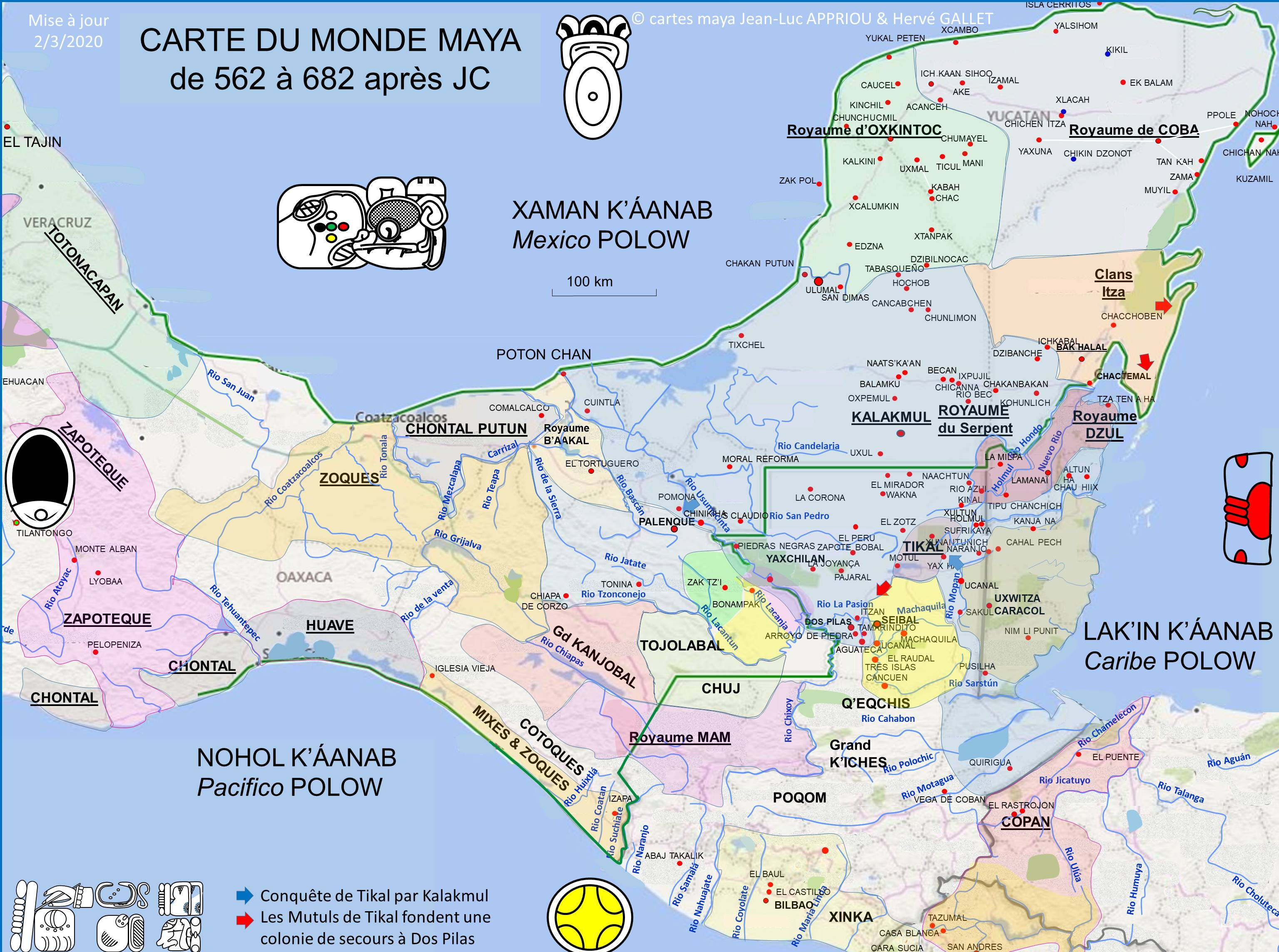

- Malintzin : Princesse Chontal (autrement connue sous les noms de Doña Marina ou La Malinche) présente à la cour des Itzas lors de la bataille de Cuintla (Centla Tabasco) ;
- Hernán Cortés : Conquistador de l’empire aztèque, mais perdant de la tentative de conquête de l’empire Itza.

En 1519 il n’y a plus que deux candidats à la reconstitution du mythique empire théocratique de Teotihuacan, les Aztèques (500 000 km2 environ, 20 000 000 d’habitants) et les Itzas (226 000 km2 environ, 5 000 000 d’habitants).

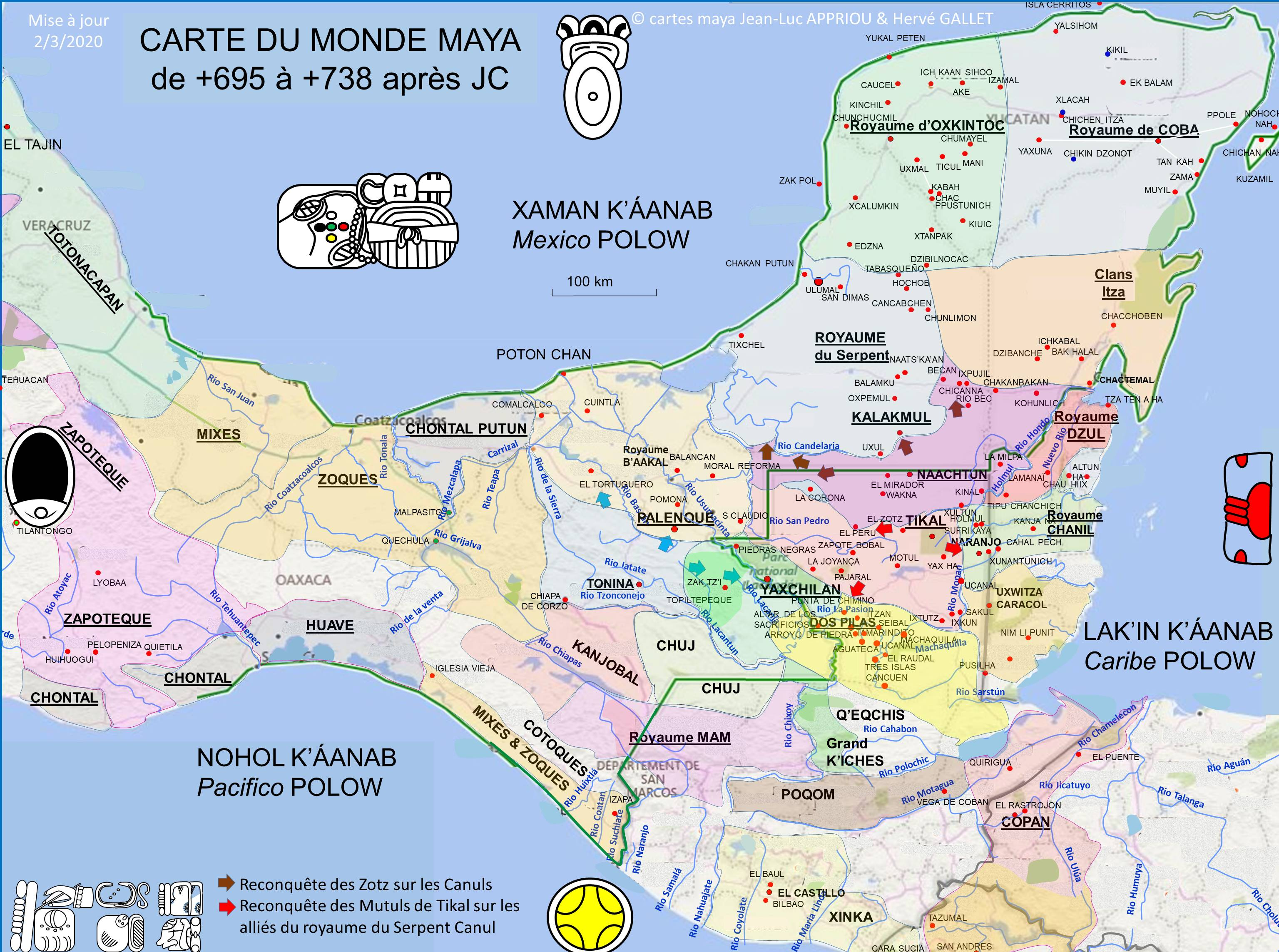

Les Aztèques ont la légitimité territoriale  de 1428 à 1819 : ils occupent les deux anciennes cités de Teotihuacan et Tollan qu’ils ont l’habileté de sacraliser. Mais ils sont à l’origine de la destruction de ce pouvoir religieux. Quetzalcóatl dans leur mythologie n’occupe qu’un rôle mineur de dieu du vent (Ehecatl). Leurs dieux guerriers, Tezcatlipoca et Huitzilopochtli ont conquis les premières places. Ils se sentent sous la menace permanente d’un retour potentiel de l’ancien pouvoir religieux. Les oracles ne cessent de répéter que Quetzalcóatl va venir réclamer son trône à l’empereur aztèque. Moctezuma II vit dans cette crainte et cette attente.

### 900 – 1519

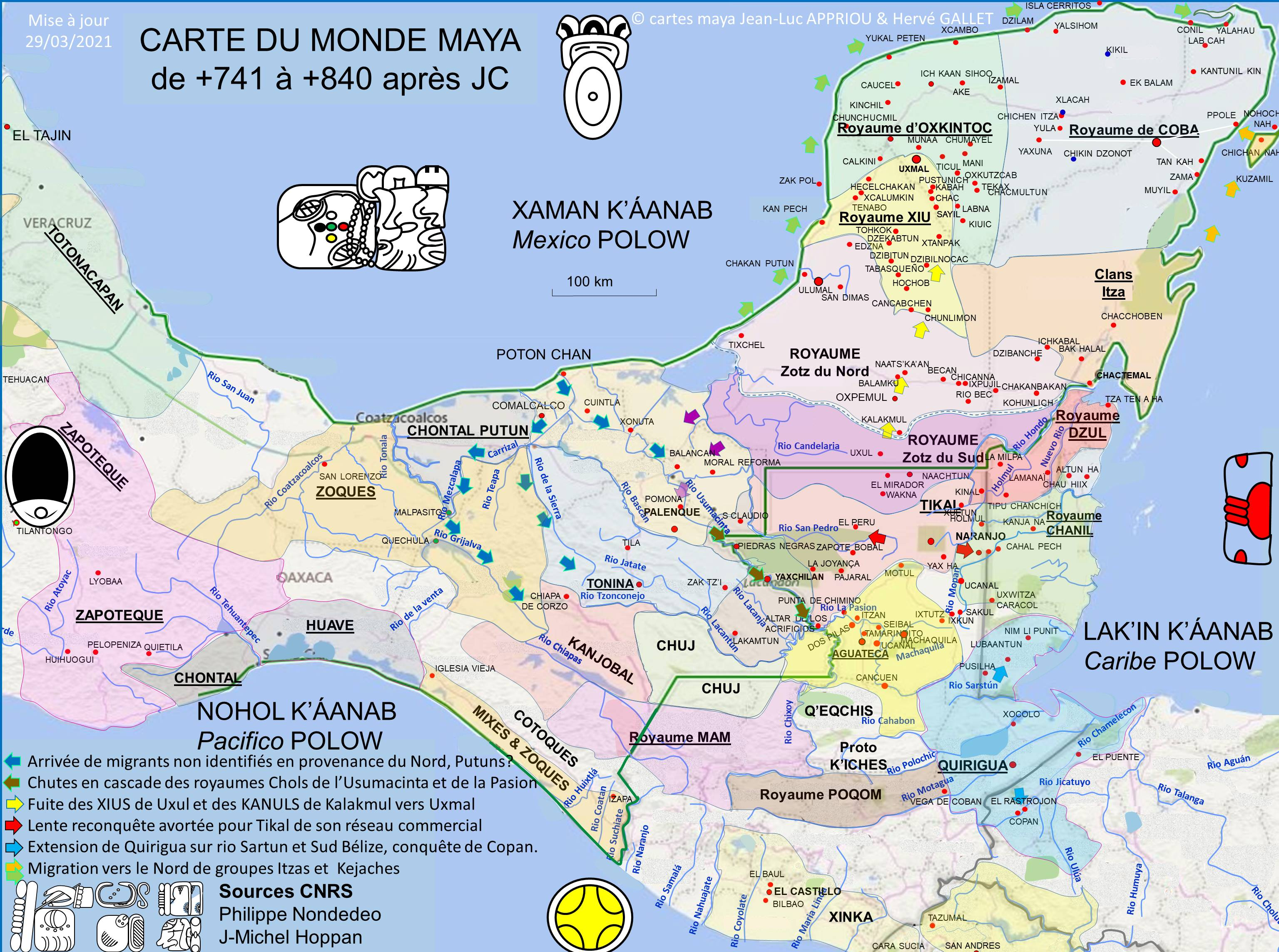

Les Itzas ont la légitimité religieuse et une antériorité considérable. Ils ont adopté une triade de dieux qui est celle d’origine de l’antique cité de Teotihuacan : 
- Kukulkan, Serpent à plume : Quetzalcóatl l’ancien 'Pape et la réincarnation du pouvoir de la Mésoamérique ;
- Itzamna : le dieu soleil (Penser à la pyramide du soleil de Teotihuacan) ;
- Ixchel : la déesse lune (Idem pour celle de la lune).

Ils ont promu trois pèlerinages et trois villes saintes qui vont continuer à drainer vers eux année après année la légitimité du pouvoir religieux de la zone maya et bien au-delà. Une subtilité comprise depuis peu par l'archéologie : Tollan n'est pas Tula, mais désigne toute cité dirigée selon les principes religieux et politique toltèques, capable de diffuser son dogme vers d'autres cités, et pour la zone maya, la mention de Tollan désigne le plus souvent Chichen Itza, parfois Cholula (pour certaines régions des hautes terres) :
- Chichen Itza pour Quetzalcóatl ;
- Izamal pour Itzamna ;
- Cozumel pour Ixchel.

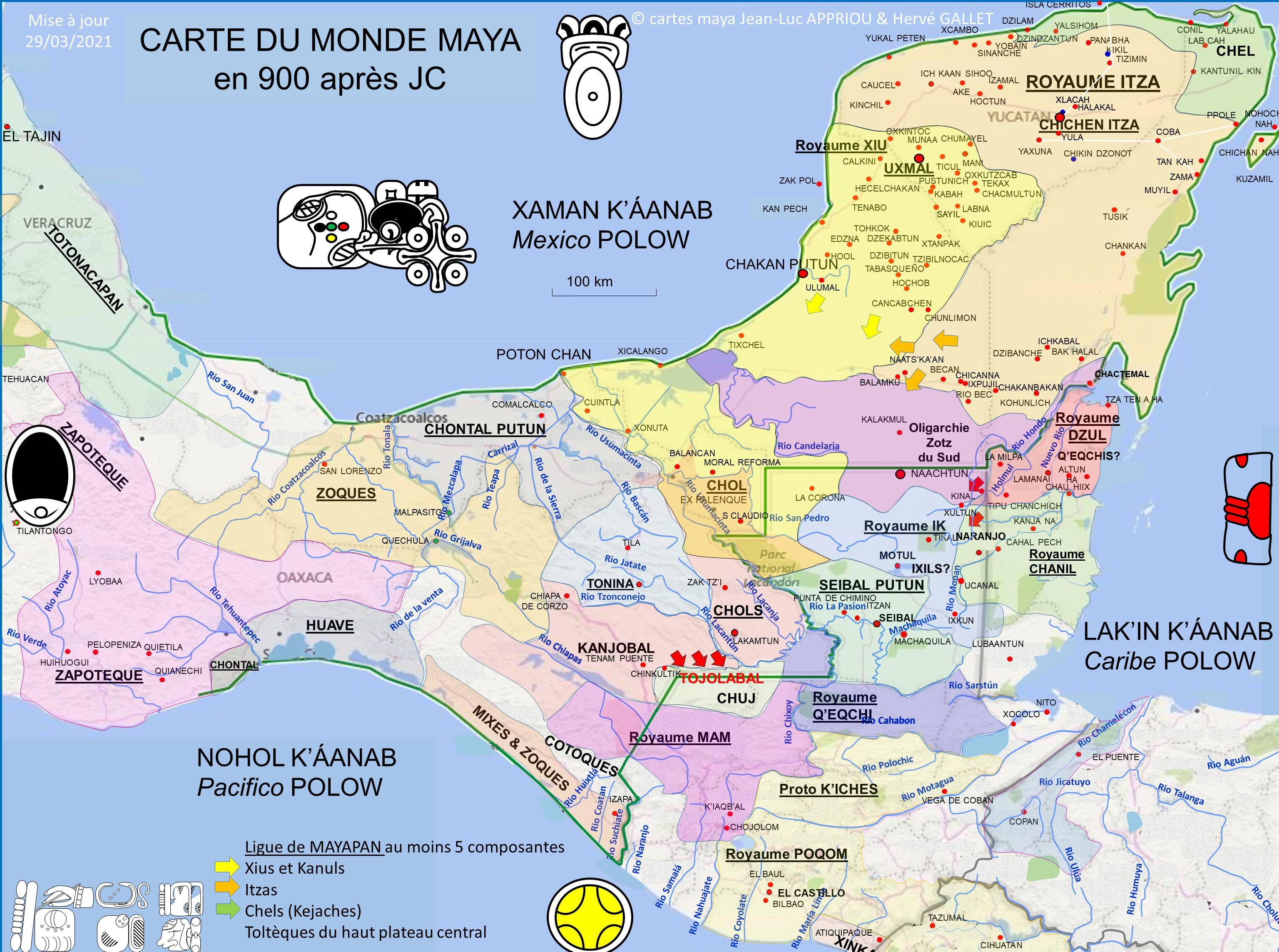

L’éclipse du pouvoir Itza ne dure que 220 ans  (1221-1441) pendant l’ascension de la branche benjamine Cocom de Mayapan. Une trahison fomentée en complicité avec l’ancienne caste au pouvoir à Uxmal les Xiu que les Itzas avaient renversée un siècle plus tôt. Cet épisode est raconté dans le mythe de Zac Nikté.

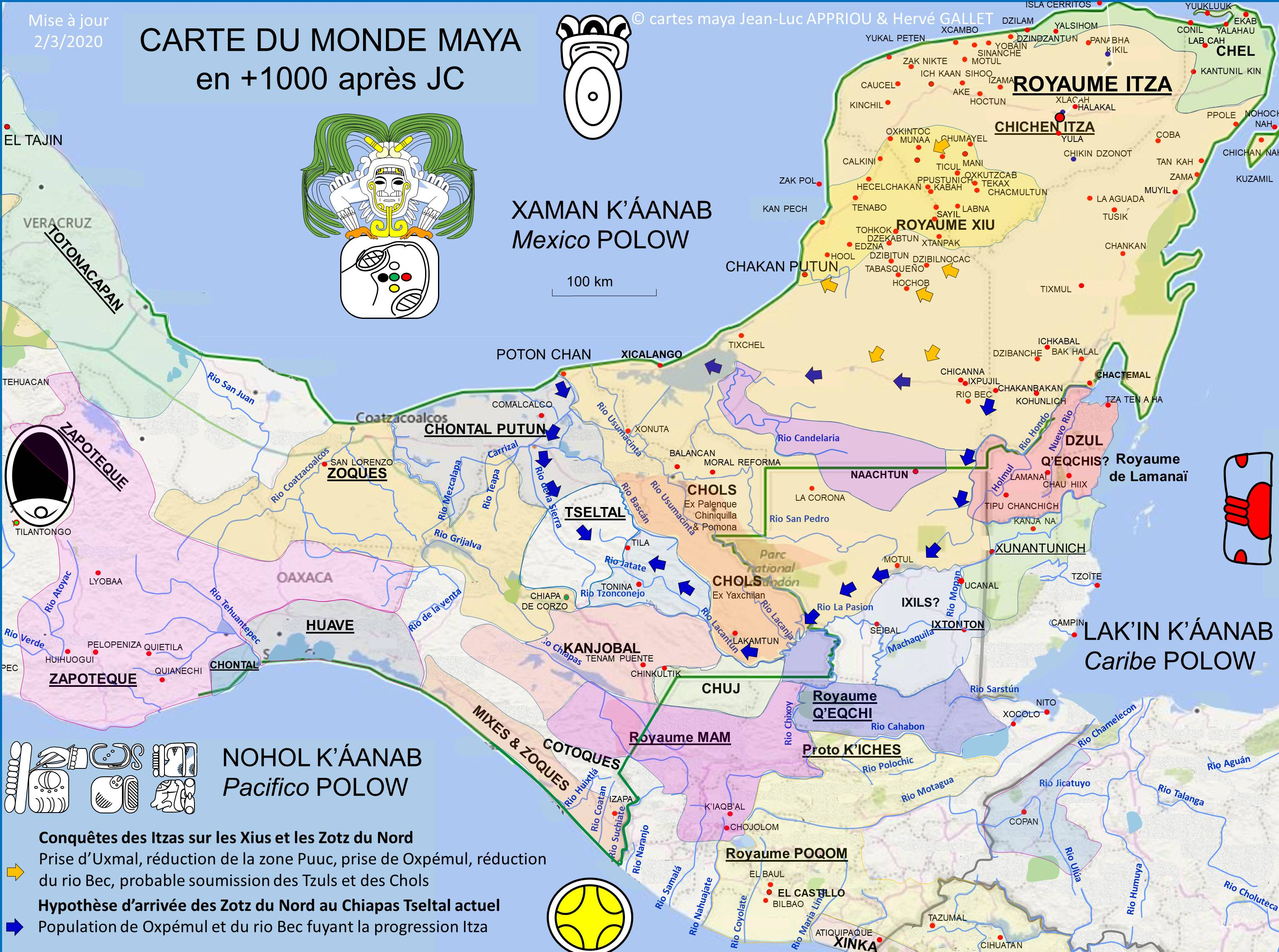

Le roi de Uxmal vassal des Itzas: Caucel (Clan Cocom) argüe de l’enlèvement d’une princesse d’Izamal avant son mariage par le roi de Chichen Itza Chac Chib Chac pour renverser le pouvoir de ce dernier. Le coup d’éclat est adossé à une légitimité religieuse. Caucel a accepté de sauter dans le cénote de Chichen Itza. Il en a survécu, ce qui légitime sa parole comme un oracle du dieu Chac. Il demande la destitution de Chac Chib Chac qu’il obtient.
Il constitue une nouvelle alliance avec les clans au pouvoir au Yucatan. En particulier les Xius, les Ah Canul et fonde la cité militaire de Mayapan. L’éclipse durera 220 ans. Les Cocoms n’auront pas l’intelligence d’adosser leur pouvoir aux anciennes pratiques religieuses. Ils s’appuieront rapidement sur un pouvoir militaire de plus en plus oppresseur des anciennes castes religieuses de la péninsule qu’ils n’hésiteront pas à séquestrer dans leur capitale de Mayapan. Résultat une nouvelle ligue comprenant les Xius, les Chels et vraisemblablement les Pechs et les Itzas renverse le pouvoir Cocom et massacre cette dernière presque intégralement. Les survivants s’enfuient et fondent la ville de Sotuta aux confins des nouveaux territoires Xius, Chels, Canuls et Pechs. L’angle mort de la description historique de cette séquence est la progression des Itzas à partir de cette date dans la péninsule.
Au nord les Couochs (quart Nord de l’empire Itza) progressent de 1441 à 1519. Ils ne sont plus qu’à quelques kilomètres de l’ancien sanctuaire de Chichen Itzas. À l’Ouest les Acalans (quart Ouest de l’empire) ont reconquis toute la côte jusqu’à parvenir au contact avec l’empire Aztèque. Les royaumes mayas indépendants du Yucatán, (Xiu, Canul, Pech, Chel, Tase) sont désormais isolés et à portée d’une future conquête.

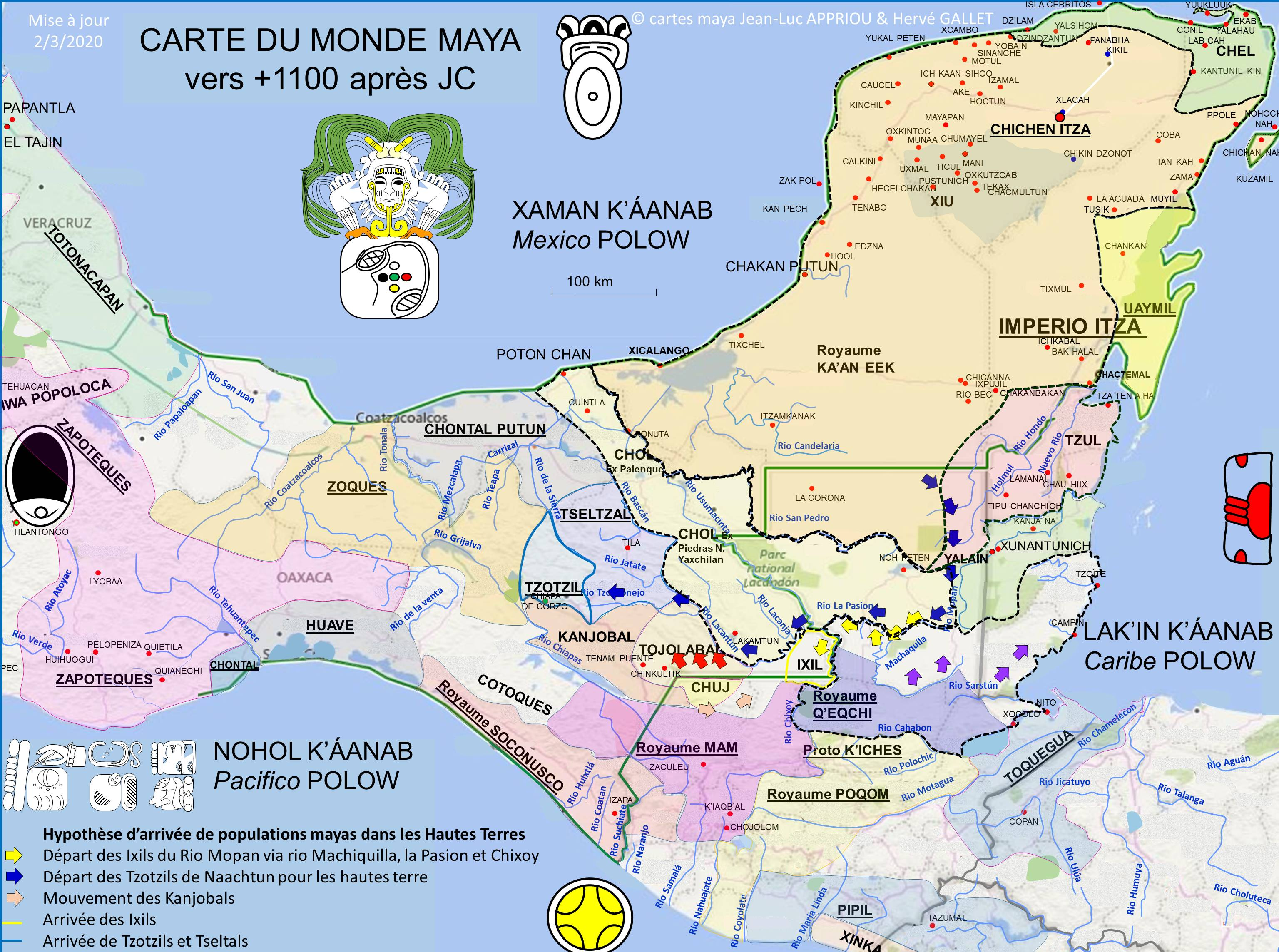

C’est probablement au cours de cette séquence tardive que s’étend l’emprise du quart Sud de l’empire. Sinon on aurait pu en avoir le témoignage dans le Chilam Balam, or elle n’y figure pas. Autre indice qui plaide pour l'hypothèse d'une conquête au cours de cette période : le voyage effroyable que Cortès réalisera en 1525 à travers cette région pour rejoindre le Honduras avec l’accord de Kan Ek. Reste à connaître quel clan vassal était à la tête de ce secteur. Il y en avait certainement plusieurs et parmi les plus probables figurent ceux qui circulaient librement dans cette zone pendant la période de conquête espagnole alors que les Espagnols ne pouvaient y pénétrer. Les Tutes, les Acalas (des Acalans), les Q'eqchi' dont le panthéon de dieux guerriers semble étonnamment proche de celui des Itzas de la chute de l’empire en 1697.

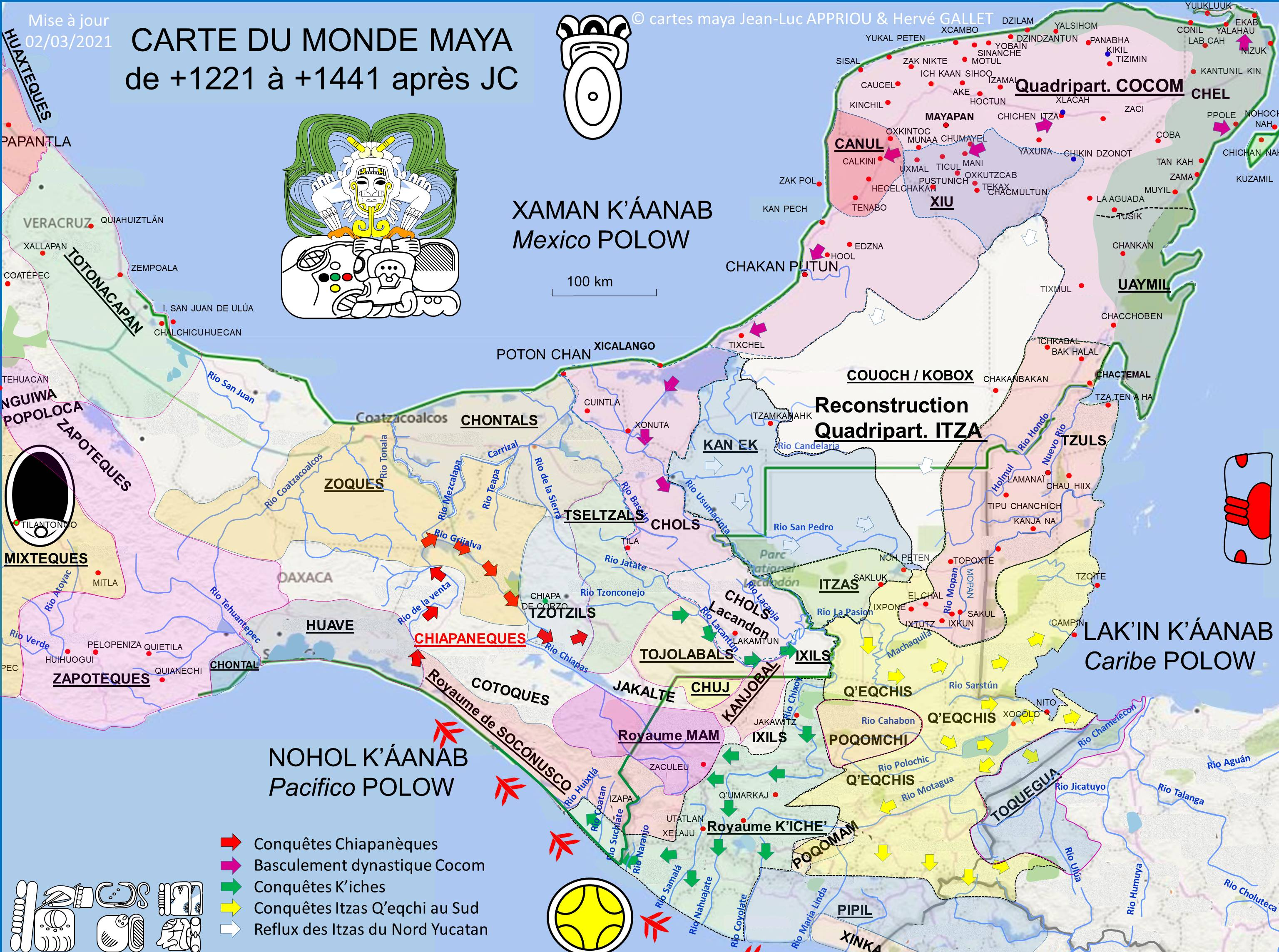

À la fin de cette séquence historique les Itzas infligent deux défaites aux Espagnols avant d’en subir une relative à leur tour.
La flotte de Francisco Hernández de Córdoba est défaite à Chakan Putun par Moch Couoch, le roi du secteur nord de l’empire en 1517. L'année suivante, c’est Juan de Grijalva qui est défait au même endroit toujours par Moch Couoch.
En 1519, Hernán Cortés bénéficiant du témoignage de ces deux prédécesseurs sera plus prudent et évitera l’endroit pour se reporter plus au Sud à Potonchan à l’embouchure de l’Usumacinta dans le quart Ouest de l’empire où Juan de Grijalva avait reçu un accueil pacifique. Mais le ton a changé. Les Acalans ont été sermonnés autant par les railleries des Couochs à propos de leur couardise putative que par leur suzerain Itza au sujet de leur accueil lors de la visite de Grivalja. Ils se voient intimer l’ordre de résister à l’intrusion de Cortès. La bataille entre Espagnols et Acalans durera des semaines pour se finir dans la zone de culture de cacaotiers de Cuintla (Centla Tabasco) où Cortès finira par battre les Acalans de peu.

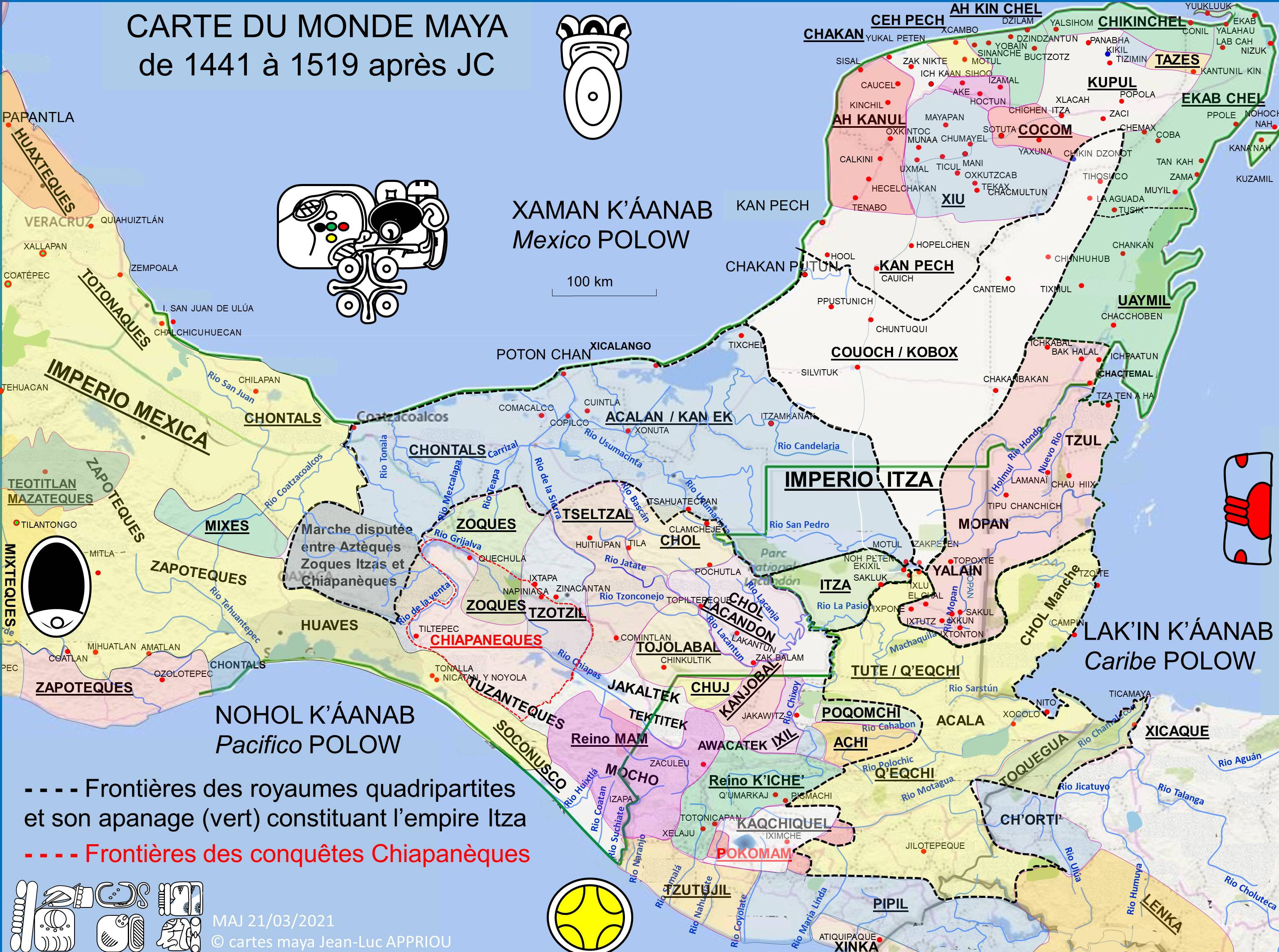

C’est la fin de la séquence de conquête des Itzas. Ils vont désormais entrer en résistance à la colonisation espagnole et chrétienne. Ils n’ont pas abandonné leur prétention à la suzeraineté religieuse de toute la région.

### 1519 – 1697

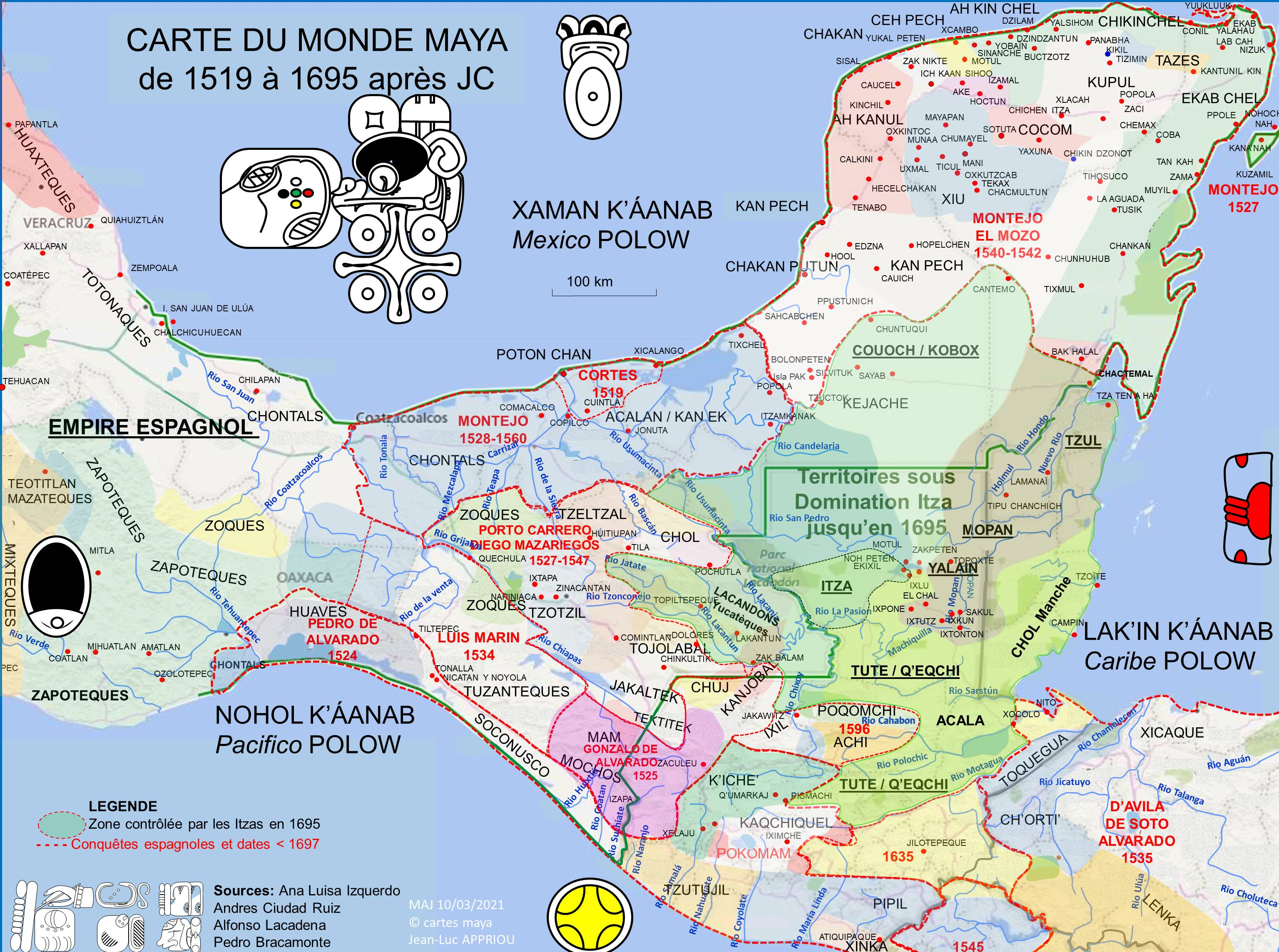

La dernière séquence s’ouvre pour les Itzas sur la défaite de Cuintla qu’ils croient pouvoir transformer en victoire pendant 6 ans. Désormais conscients de la nouvelle force qui vient d’aborder le continent, ils vont d’abord s’appuyer sur elle pour obtenir la fin de leur rival Aztèque. Le Tabsco’ob roi Acalan pactise avec Cortès et lui cède un personnage qui va devenir la cheville ouvrière de la chute de l’empire Aztèque. Malintzin (La Malinche).
Cortès était arrivé au Yucatan avec l’intention de conquérir cette terre maya. Or après la bataille de Cuintla il y renonce et porte son dévolu désormais sur l’empire Aztèque. Il est inimaginable à ce stade que son projet n’ait pas été influencé par le pouvoir politique des Itzas. Ceux-ci par l’entremise des rois Acalans lui confient une guide et une interprète, au sens de la politique parfaitement affûté par l’appartenance à la caste dominante maya Chontal depuis plusieurs siècles. Malintzin est princesse de Paynala. Ville proche de Coatzalcoalcos le lieu même de la disparition du dernier Quetzalcoatl. Elle parle couramment Maya Yucatèque, Maya Chontal et Nahuatl (La langue de l’empire Aztèque voisin). Elle va structurer le projet de Cortès pour organiser la conquête de Tenochtitlan sous la direction vraisemblable des Itzas qui comprennent parfaitement les arcanes de l’entreprise puisque c’est leur projet depuis plus de mille ans !
Elle s’occupe de coaliser l’ensemble des ennemis de l’empire Aztèque sous la bannière de Cortès. D’abord les Totonaques fraichement conquis, puis les Tlaxcaltèques et enfin la branche héritière du royaume de Texcoco écartée du pouvoir par la dynastie régnante à Tenochtitlan.
Les arguments ne manquent pas. Tenochtitlan est le pays de l’or ! Il y en a quatre fois plus que chez les Mayas. Ils n’hésitent pas à prétendre que tout leur or vient de là-bas. Et  c’est sans doute à leur crédit que doit être portée l’idée de la rumeur du retour de Quetzalcóatl qui va tant incommoder l’empereur Aztèque Moctezuma II dans sa lutte contre les Espagnols.
C'est un calcul politique assez simple pour une caste dominante qui règne depuis 10 siècles sur un empire de plus en plus puissant. Au mieux ils parviennent à se débarrasser des Aztèques et refondent ce pouvoir théocratique vacant. Au pire ils se délient d’un ennemi encombrant en provoquant la mort de Cortès lors de son assaut contre l’empire rival. Si l’on ne connaît pas le contenu du pacte conclu à cette occasion entre les Itzas et Cortès on en connaît la conséquence : La chute de l’empire Aztèque et encore plus étonnant la déportation du dernier empereur Cuahutemoc et de ses deux alliés de Texcoco et Tlacopan pour les faire exécuter par pendaison devant les seigneurs Acalans et Itzas dans leur capitale d’Itzamkanek (Actuelle El Tigre), Une totale incongruité si l’on exclut l’existence d’un tel pacte entre les deux parties dont la part de Cortès serait précisément d’abattre tous ces rivaux Aztèques des Itzas.
La part Acalan de ce pacte réside certainement dans la fourniture des moyens matériels et humains de la conquête de l’empire Aztèque, sans compter sur l’acceptation de l’installation d’encomiendas sur leur territoire. Y a-t-il eu autre chose dans ce traité de paix entre les deux parties ? Il n’y en nulle trace dans le compte rendu des évènements fournis par Cortès lui-même ou par les autres chroniqueurs comme Gómara, Bernal Díaz del Castillo, Diego de Landa ou Bartolomé de las Casas,.
Au-delà de ces évènements, on observe que la coopération entre les deux parties s’arrête nette. Cortès va connaître la voyage le plus pénible de son existence à travers la jungle du Peten dont les Itzas refusent de lui donner les clés du réseau commercial qu’ils y entretiennent depuis des siècles. Cortès va aussi prendre soin de se séparer de Malintzin La Malinche, considérant que dans ce nouveau projet de conquête de l’empire Itza il n’a rien de bon à en attendre et certainement pas la trahison des siens. C'est sur ce dernier point que les griefs des descendants des Aztèques sont les plus illégitimes. Elle sera longtemps tenue pour l'incarnation même de la trahison par les Mexicains. Mais La Malinche n'était pas Aztèque, elle était Chontal et de ce fait apparentée aux Itzas, leurs rivaux les plus sérieux.
Les Itzas auront sans doute été impressionnés par les qualités guerrières de Cortès. Un art qu’ils pratiquaient de façon quasi religieuse. On en dispose de deux témoignages. Le premier est qu’ils le laisseront s’aventurer jusqu’au cœur de leur empire sans pour autant en profiter pour l’éliminer. Ils seront toutefois assez prudents pour ne le laisser accéder que seul et désarmé dans leur capitale de Noh Peten pendant que ses troupes restent cantonnées au bord du lac Petén Itzá. On ne sait d’ailleurs toujours pas 500 ans plus tard si la ville qu’il a visitée était vraiment Noh Peten et non l’une des quatre autres cités majeures présentes au bord du lac qui aurait servi de simulacre de visite officielle. Car chacun des quarts de l’empire disposait de son propre pied à terre sur le lac. Sans doute lui ont ils présenté l'offre qu'un autre Espagnol avait accepté avant lui: Gonzalo Guerrero. Ils avaient réussi à le retourner contre le pouvoir espagnol en en faisant le Nacom de Chactemal, soit le chef de guerre du quart Est de l'empire.
L’autre témoignage a été recueilli 170 ans plus tard lors de la chute de Noh Peten en 1697. Les frères franciscains ont découvert avec stupéfaction que les Itzas pendant toutes ces années avaient voué un culte au cheval de Cortès blessé que le conquistador leur avait confié pour être soigné. Sans doute un hommage au vainqueur de leurs ennemis Aztèques.
Finalement les Itzas ne parviennent pas à conclure leur projet initial de reconstitution du grand empire, mais l'influence de Cortès sur la région est définitivement neutralisée. Il abandonne l'idée de soumettre cette partie de la zone maya qui résistera aux Espagnols jusqu'en 1697.

### 1697 – période actuelle

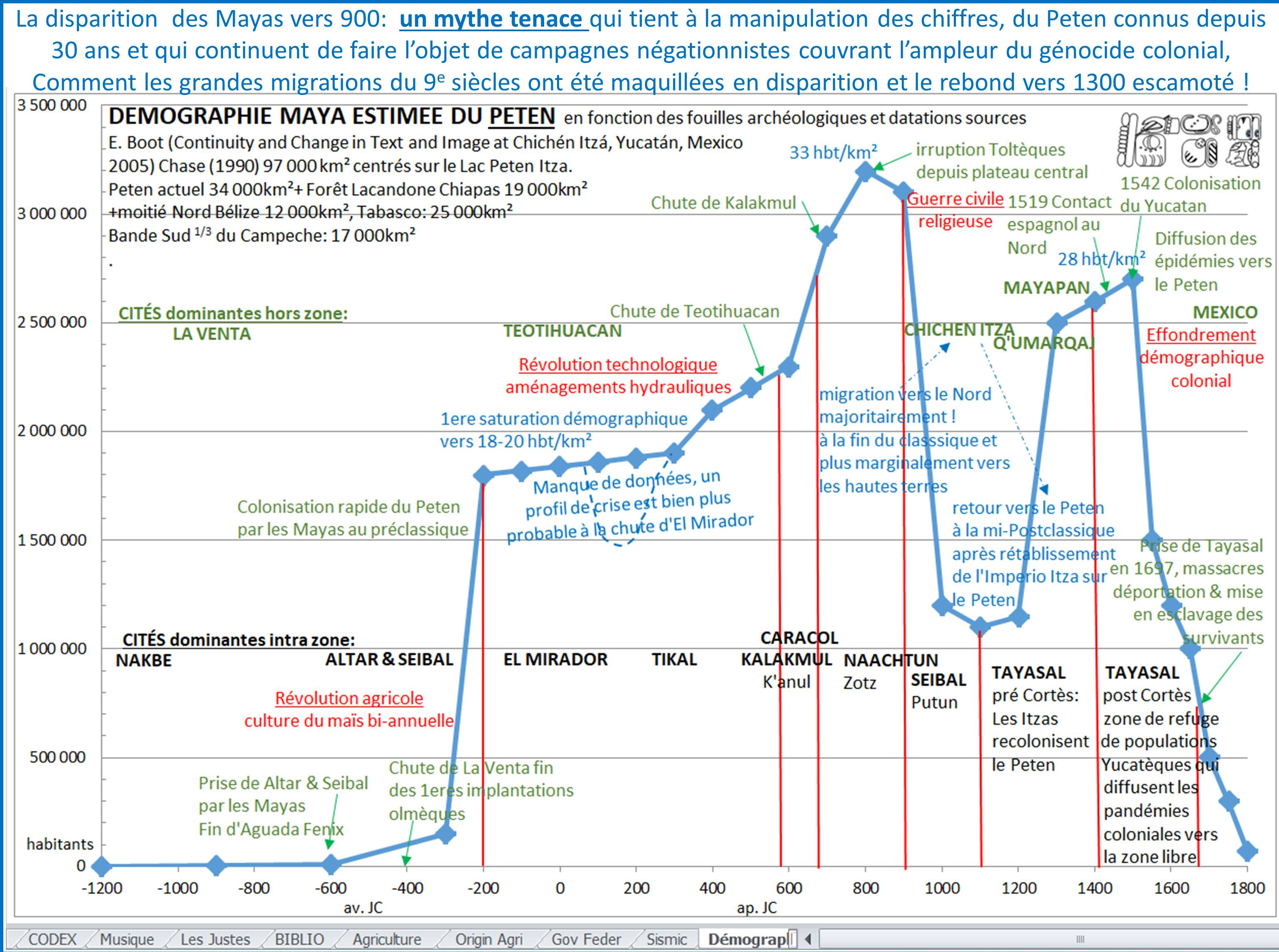

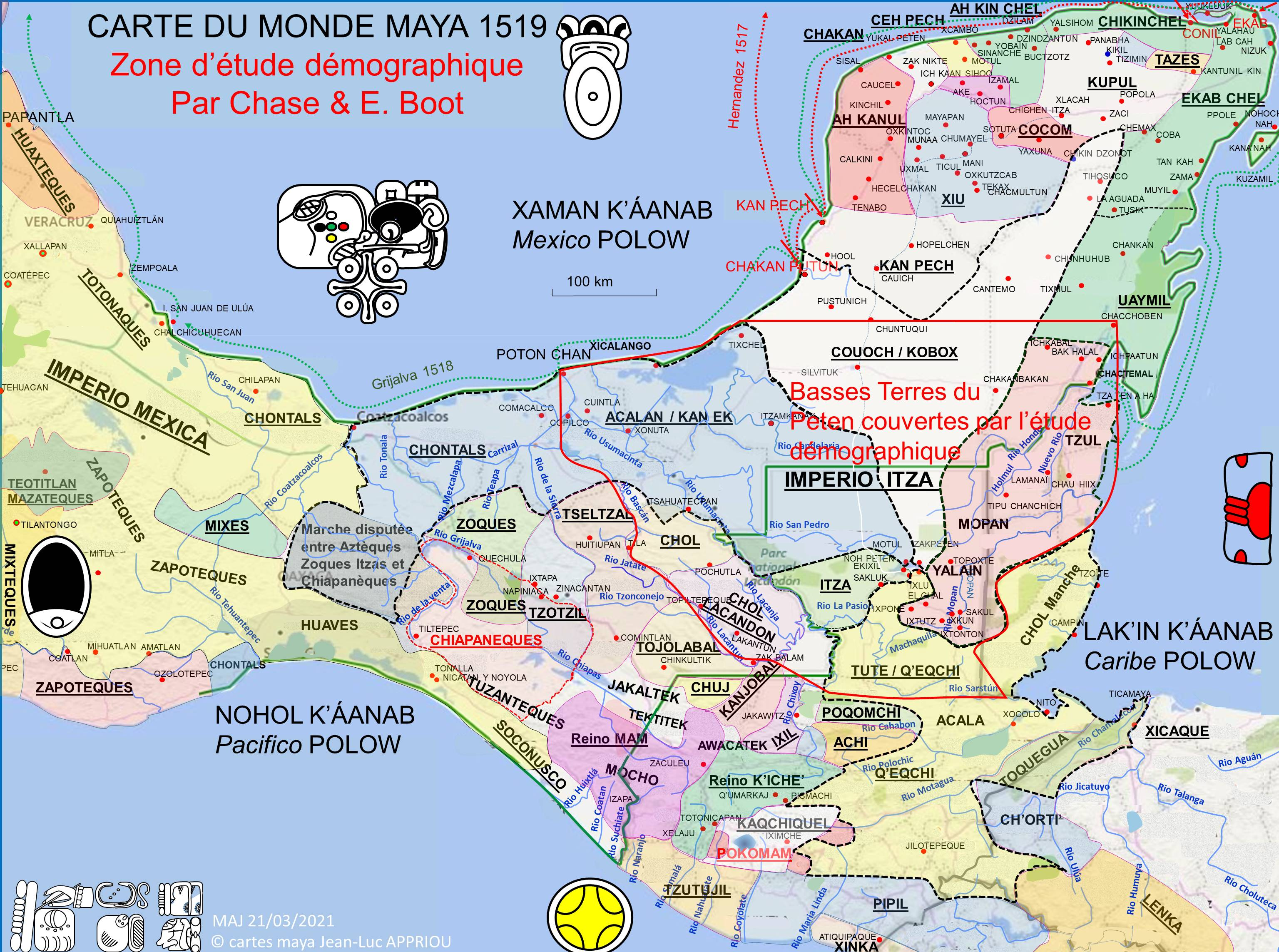

Les Itzas aujourd’hui. Après la chute de la dernière capitale impériale, une période de trouble intense dans cette région va encore retarder l’installation espagnole. Chacune des anciennes entités de l’empire va tenter de se hisser en vain au sommet des débris de l’ancien empire. Les Q’eqchis vont très largement s’étendre sur tout le quart Sud de l’empire. Les Mopans vont bénéficier d’une relative tranquillité avec l’arrivée des Anglais au Belize. En revanche les Couochs devront affronter à leurs dépens sur ce territoire très mal contrôlé par les nouveaux colons les Tutes qui emmenés par Aj Tut maintiendront une poche de résistance entre le site de Tikal et la rive Nord du lac Yaxha à Mompana. Le réduit va se resserrer inexorablement sur une peau de chagrin que se disputeront tous les clans résistant à la colonisation, amis ou ennemis comme les Lacandons. Ce qui conduira à un dépeuplement massif de cette région. Les données démographiques relevées par l'archéologie sont éclairantes de ce point de vue. Chase en 1980 et Eric Boot en 2005 réaliseront une synthèse des estimations historiques de la démographie des basses terres du Peten et des bassins fluviaux connexes, correspondant à la courbe ci-jointe. Un territoire d'environ 97 000 km2 centré autour du Lac Peten Itza. Ils y mesureront des fluctuations majeures au IXe siècle, d'environ 3,2 millions (densité 33 hbt/km2) à son apogée la population chute à seulement un tiers de cette valeur à la fin du Xe siècle. Mais le rebond à une valeur proche du maximum se fait dès le XIIe siècle, 2,8 millions (densité 28 hbt/km2) lors du rétablissement d'un pouvoir stable dans la région (Celui des Itzas de Tayasal). Autant d'indices qui plaident non pas sur la mystérieuse disparition des mayas au IXe siècle comme le clame frénétiquement tous les partisans des bienfaits de la colonisation (6,5 millions de Mayas sont toujours là, pour le prouver aux aveugles comme aux paralytiques !), mais sur une dispersion et une migration temporaire vers le Yucatan et les Hautes Terres pendant le temps qu'à nécessité la stabilisation de ce conflit vraisemblablement religieux. En revanche c'est bien à la colonisation que l'on doit la disparition de cette population revenue au cœur du Peten, par les épidémies bien sûr qui ne se sont pas cantonnés à la zone occupée par les Espagnols. On peut raisonnablement imputer à l'impact épidémiologique environ 70 % de cette effondrement démographique ce qui s'observe partout sur le continent dans des proportions comparables, mais pour le reste le coup de grâce est bien porté par: les massacres effroyables perpétrés après la prise de Tayasal en 1697, la confiscation des terres, l'esclavage, la famine chronique organisée, et la destruction volontaire des moyens de subsistance depuis cinq siècles de ces populations.

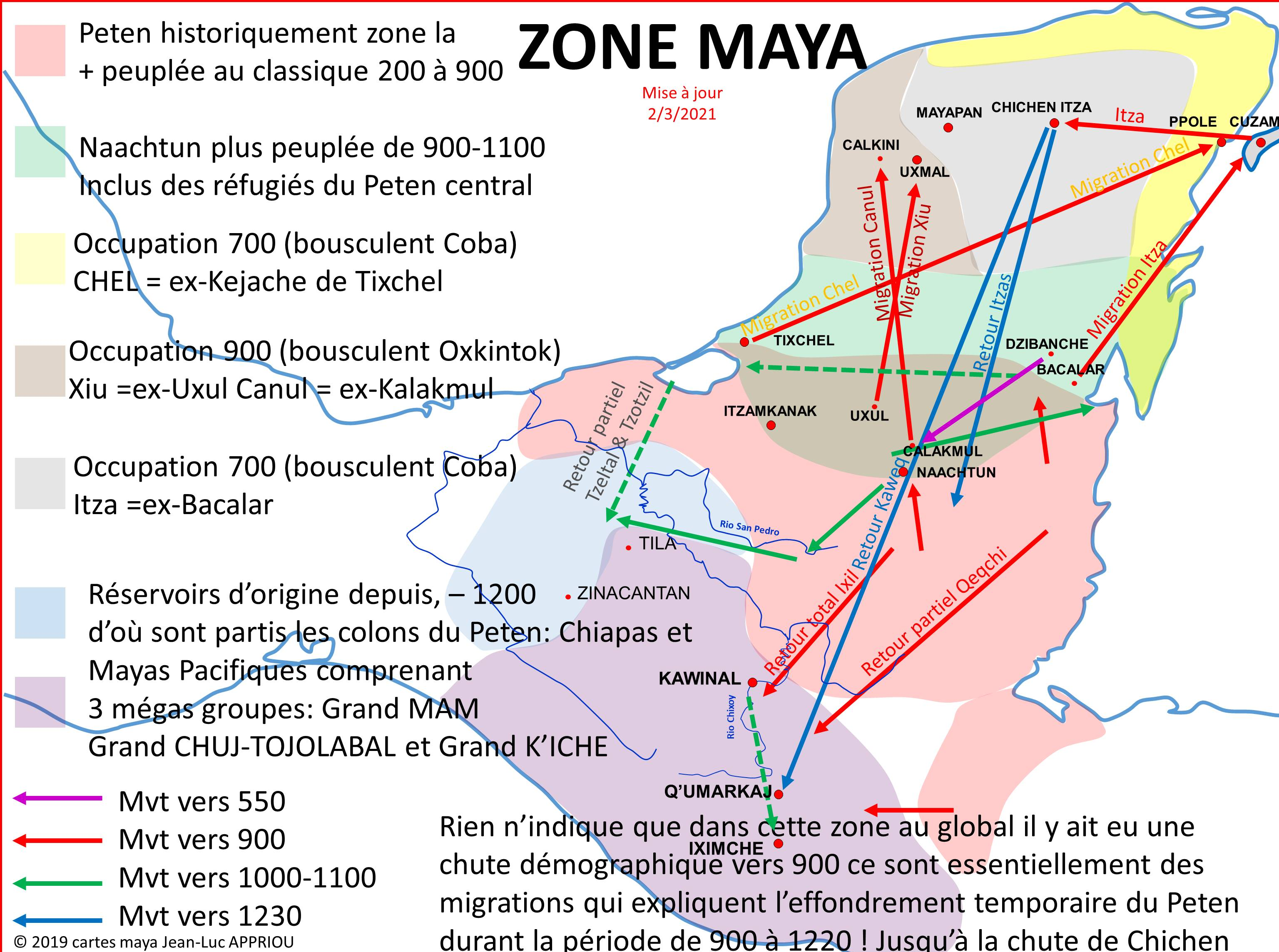

Aujourd’hui on considère que les anciens Itzas ne sont plus que 1 100 environ à parler et entretenir le reste de la culture Itza. Certains habitent autour du lac Peten Itza: San Jose Motul, San Andres, San Luis, Santo Toribio y Dolores. Santa Ana sur la rive Sud.
On leur connaît au moins encore un grand Chaman : Ah Kin.

## Économie et échanges

Réseaux commerciaux maya avec en couleurs estompées l'empire Itza et son nœud commercial central au cœur du Peten.

Les Itzá ont constitué un vaste réseau d'échanges, qui s'étend depuis le Honduras jusqu'au nord-ouest mexicain. Des similitudes culturelles peuvent d'ailleurs être trouvés avec Tula, la capitale toltèque. Dès le début du IIe millénaire, on remarque dans la région du Yucatan et plus généralement en Mésoamérique de nombreux mouvements de populations, notamment de la part des Itzá. Ceux-ci ont évidemment favorisé des échanges économiques et culturels, et permis fort mélange de cultures dans toute l'aire mésoaméricaine.

## Conquête
Ils auraient été le dernier peuple conquis par les Espagnols en 1697 à Tayasal, et sont maintenant en déclin, ayant perdu une partie de leur culture, notamment leur langue.